# Чермин (гмина, Плешевский повет)
Чермин (пол. Czermin) — сельская гмина (волость) в Польше, входит как административная единица в Плешевский повет, Великопольское воеводство. Население — 4842 человека (на 2004 год).

## Сельские округа
1. Бронишевице
2. Чермин
3. Граб
4. Ленг
5. Мамоты
6. Перухы
7. Перушице
8. Псене-Острув
9. Скшипна
10. Стшидзев
11. Вечин
12. Жале
13. Жбики
14. Жегоцин
15. Воля-Духовна

## Соседние гмины
1. Гмина Хоч
2. Гмина Гизалки
3. Гмина Котлин
4. Гмина Плешев
5. Гмина Жеркув